# ألكسندر هال
ألكسندر هال (بالإنجليزية: Alexander Hall) (1 يناير 1883 المملكة المتحدة - 25 سبتمبر 1943 تورونتو كندا) هو لاعب كرة قدم كندي سابق كان يلعب كمهاجم شارك في الألعاب الأولمبية الصيفية 1904.

## وصلات خارجية
- ألكسندر هال على موقع قاعدة بيانات كرة القدم.إي يو (الإنجليزية)
- ألكسندر هال على موقع اللجنة الأولمبية الدولية (الإنجليزية)
- ألكسندر هال على موقع أوليمبيديا (الإنجليزية)
- ألكسندر هال على موقع اللجنة الأولمبية الكندية (الإنجليزية)